# 565 Марбахія
565 Марбахія (565 Marbachia) — астероїд головного поясу, відкритий 9 травня 1905 року Максом Вольфом у Гейдельберзі.